# Pomnik myszy laboratoryjnej

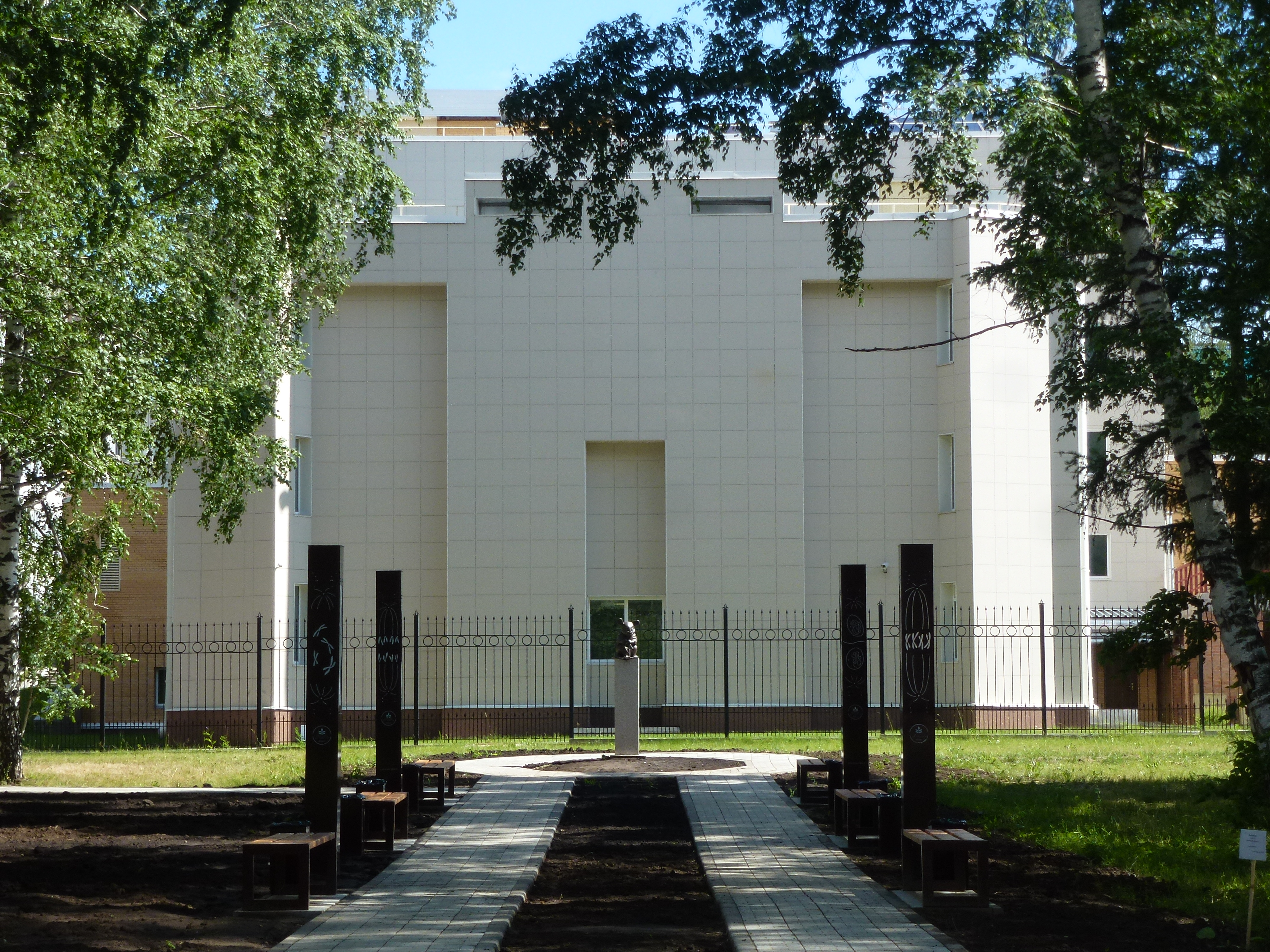
Alejka i pomnik myszy laboratoryjnej

Pomnik myszy laboratoryjnej – rzeźba zlokalizowana w kampusie naukowym Akademgorodok, w zachodniosyberyjskim mieście Nowosybirsku (Rosja). Pomnik znajduje się w parku przed Instytutem Cytologii i Genetyki Rosyjskiej Akademii Nauk i został odsłonięty 1 lipca 2013 roku, w 120. rocznicę założenia miasta.

## Opis pomnika
Pomnik, który znajduje się na granitowym cokole, przedstawia antropomorficzną mysz w kitlu laboratoryjnym z binoklem na końcu nosa. Mysz trzyma w łapkach szydełko i dzierga podwójną helisę DNA. Sama figura z brązu ma tylko 70 cm wysokości, ale pomnik z cokołem ma wysokość 2,5 metra. Wyłaniająca się wydziergana spirala DNA jest lewoskrętna, czyli jest to słabiej poznany wariant Z-DNA, w porównaniu z częściej występującym wariantem prawoskrętnym – B-DNA.
Pomnik ma przypominać o poświęcaniu myszy laboratoryjnych w badaniach genetycznych mających na celu zrozumienie szeregu mechanizmów fizjologii i chorób człowieka, niezbędnych do opracowania nowych leków i terapii wielu chorób
.

### Inskrypcja
Na cokole pomnika znajduje się napis w języku rosyjskim:
```
    Pomnik myszy laboratoryjnej

    Mysz dziergająca DNA

    Ekspozycja Muzeum Historii Genetyki na Syberii

    Autor i artysta A. Charkiewicz

    Rzeźbiarz A. Agrikolyansky

    Odlewnik M. Pietrow

    Wzniesiony przez Instytut Cytologii i Genetyki, Oddział Syberyjski Rosyjskiej Akademii Nauk

    Przy wsparciu finansowym spółki "Unia Biologiczno-Medyczna".

    4 lipca 2013 r.

```

## Historia powstania
Wmurowanie kamienia węgielnego pod pomnik miało miejsce 1 czerwca 2012 r. z okazji 55. rocznicy powstania Instytutu Cytologii i Genetyki. Nowosybirski artysta Andrei Kharkevich pracował nad projektem wizerunkiem myszy, tworząc ponad dziesięć szkiców. Wśród różnych wariantów klasycznych i stylizowanych wizerunków zwierzęcia wybrano mysz dziergającą na szydełku podwójną helisę DNA.
Rzeźbiarz Alexey Agrikolyansky, który wprowadził pomysł w życie, przyznał, że nie było to łatwe do wykonania, ponieważ mysz nie jest osobą i trzeba było pomyśleć o emocjach, charakterze, znaleźć coś pomiędzy postacią z kreskówki a prawdziwą myszą oraz przestrzegać jej proporcji anatomicznych.
Rzeźba została odlana z brązu w Tomsku pod kierownictwem Maksima Pietrowa.
Pomnik został wzniesiony przez Instytut Cytologii i Genetyki sybirskiego oddziału Rosyjskiej Akademii Nauk przy udziale finansowym spółki akcyjnej zamkniętej Unia Medyczno-Biologiczna i firmy Diaem.